# Mousse syntactique

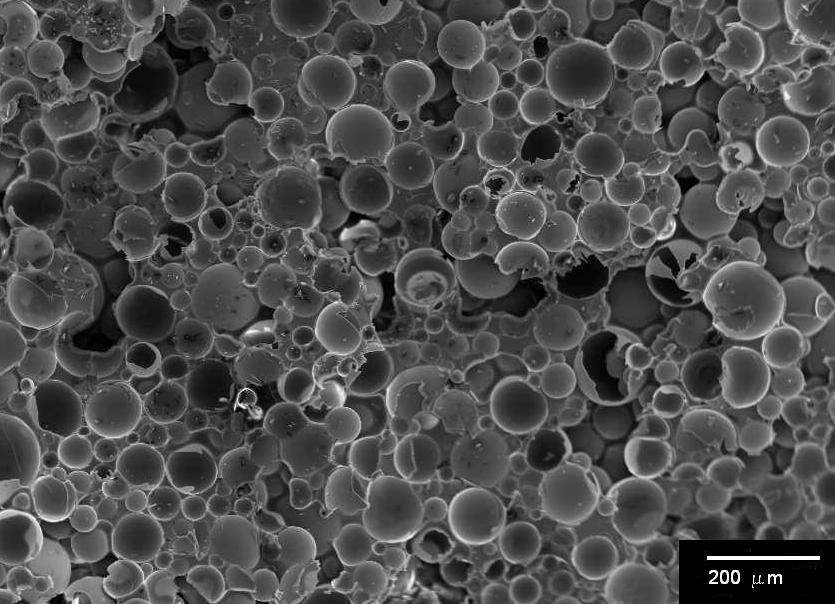
Mousse syntactique vue au microscope électronique à balayage, constituée de billes de verre dans une matrice de résine polyépoxyde.

Une mousse syntactique est un matériau composite cellulaire, constitué d'une matrice dans laquelle on a injecté des microsphères creuses, par exemple en verre. Pour le cas d'une matrice polymère (« matière plastique »), on peut par exemple employer le polyépoxyde, le polyester, le polyuréthane ou le polypropylène. Ce matériau est utilisé dans certains véhicules maritimes, sous-marins, aérospatiaux et terrestres. 

Une mousse syntactique métallique peut aussi être obtenue par métallurgie des poudres.

## Propriétés
Les mousses syntactiques ont deux avantages :
1. la légèreté : en augmentant plus ou moins la proportion de microsphères, on peut obtenir une masse volumique approchant 600 kg·m-3 (bien plus léger que l'eau, dont la masse volumique est 1 000 kg·m-3) ;
2. leur résistance aux hautes pressions isostatiques (de plusieurs centaines de bars, ce qui correspond aux pressions qui règnent sous l'eau à plusieurs kilomètres de profondeur).

Plus on augmente la proportion de microsphères, plus la masse volumique de la mousse syntactique obtenue est faible et plus la mousse est isolante. Cependant, elle est alors plus fragile (moindre résistance mécanique et à la pression). La présence de cavités (des microsphères) dans la matrice diminue fortement la résistance à des sollicitations autres que la compression : ainsi les mousses syntactiques (comme toutes les mousses non élastiques, d'ailleurs) ne conviennent pas pour résister en traction ou en flexion. Des contraintes physiques peuvent être responsables de micro-dommages à la mousse
Si leurs pores sont ouverts et le polymère transparent, elles sont plus fragiles, mais peuvent présenter des propriétés radiatives et d'absorption intéressantes pour certains usages .
Cependant si l'on ajoute des variations importantes de température aux variations de pression, la mousse peut se fracturer et les microbilles se remplir d'eau, ce qui dégrade les propriétés isolantes et d’allègement de la mousse.

Leur vieillissement et résistance à long terme fait l'objet d'études, notamment en condition de haute pression.
Des expériences récentes (publication 2017) ont consisté à renforcer la mousse par addition de 1% (en volume) de nano-plaquettes de graphène (GnP), de GnP traitées et de noir de carbone. Cette mousse présente alors une résistance significativement améliorée en situation de flexion, traction, compression, cependant la charge de traction maximale lors des tests a diminué avec l'addition des nanoplaquette, alors qu'elle augmentait avec l'addition de noir de carbone.

## Usages
Leurs principales propriétés (voir ci-dessus), et en particulier une conductivité thermique initiale d'environ 0,12 W.K-1.m-1 à 25 °C et à pression atmosphérique, les rendent utiles pour isoler thermiquement certains objets ou pour produire des objets flottants (bouées) rigides et continuant à flotter si accidentellement perforés. Elles constituent aussi certains éléments de ROV, jouant alors le rôle de flotteurs résistant à la pression et équilibrant l'engin.
Depuis les années 1980-90, on les utilise aussi pour isoler des engins sous-marins destinés aux grandes profondeurs (plusieurs milliers de mètres).
D'autres propriétés les rendent intéressantes pour l'isolation thermique de pipe-lines en régions froides, et de canalisations sous-marines en mer, dont pour les forages extrêmes dits « HP/HT » (haute pression/haute température)  Dans ces conditions extrêmes, les hydrocarbures remontés le sont à des températures atteignant 130 °C voire 180 °C et si leur température tombe ensuite sous 40 °C, leur viscosité diminue et ils forment des hydrates et des dépôts de paraffine. Les pétroliers veulent des mousses syntactiques capables de résister au moins une vingtaine d'années, par exemple pour isoler et protéger des pipeline en acier.
Des mousses syntactiques sont aussi utilisées pour absorber l'énergie de projectiles ou de chocs lors de la déformation dans certains types de blindages.